# Arthur Chambers
Arthur Chambers (* 6. Dezember 1846 in Salford, Lancashire England; † 8. April 1923 in Philadelphia, Pennsylvania, USA) war ein englischer Boxer in der Bare-knuckle-Ära. 
Im Jahre 1954 fand er Aufnahme in die Ring Boxing Hall of Fame sowie im Jahre 2000 in die International Boxing Hall of Fame.